# Eek-a-Mouse
Eek-a-Mouse (született: Ripton Hilton, Kingston, Jamaica, 1957. november 19.) az egyik legismertebb kortárs jamaicai reggae-zenész. A singjaying reggae alműfaj nagyrészt őneki köszönheti az elterjedését. Még ma is évente több mint 200 előadása van Amerikában, Hollandiában, az Egyesült Királyságban és a Karib-térség országaiban.

## Pályafutása
Jamaica fővárosában, Kingstonban született. Főiskola évei alatt kezdett énekelni, de 1979-ig nem ért el nagyobb sikereket. Abban az évben jelent meg első slágere, a "Once a Virgin". Ekkor vette fel művésznevének az Eek-a-Mouse-t, amely annak a versenylónak volt a neve, amelyre mindig fogadást tett. 1981-ben fellépett a Reggae Sunsplash Festival-on, röviddel Bob Marley halála után és sikerrel vidította fel a még mindig gyászoló közönséget. 1982 és 1988 között folyamatosan adott ki lemezeket, utoljára az "Eek-A-Nomics" című albumot, amely az utolsó volt 1996-ig.
A Reggae Sunsplash fesztivál rendszeres vendége, gyakran a Michigan and Smiley reggae-duóval lép fel. A P.O.D. rockzenekar Satellite című nagylemezén is feltűnt, a "Ridiculous" című rock-reggae számban
Szerepelt az 1991-es New Jack City című gengszterfilmben Wesley Snipes mellett, ahol a drogkereskedő rasztafári Fat Smittyt alakította.

## Lemezei
- 1980 Bubble Up Yu Hip (Thompson Sounds)
- 1981 Wa-Do-Dem (Greensleeves)
- 1982 Skidip! (Greensleeves)
- 1983 The Mouse and the Man (Greensleeves)
- 1983 The Assassinator (RAS Records)
- 1984 Mouseketeer (Greensleeves)
- 1984 Live at Reggae Sunsplash (Sunsplash Records)
- 1985 The King and I (RAS Records)
- 1987 The Very Best Of (Greensleeves)
- 1987 Mouse-A-Mania (RAS Records)
- 1988 Eek-A-Nomics (RAS Records)
- 1991 U-Neek (Island Records)
- 1996 Black Cowboy (Sunset Blvd.)
- 1997 Ras Portraits (RAS Records)
- 2001 Eeksperience (Coach House Records)
- 2001 Greensleeves Wa-do-dem (Greensleeves)
- 2004 Mouse Gone Wild (Sanctuary)
- 2004 Eek-A-Speeka (Greensleeves)
- 2006 Live in San Francisco

## Dalok
- Anarexol
- Assassinator
- Auf der Flucht featuring Torch
- Bad Friday
- Black Cowboy
- Border Patrol
- Bitty Bong Bong
- Christmas a Come
- Crack Cocaine and Marijuana
- Creation
- De di Doo
- Do You Remember
- D'yer Mak'er
- Eek a Nomics
- For Hire and Removal
- Gangster Chronicles
- Ganja Smuggling
- Go Shoppin
- Gun Shot A Cry
- How I got my name
- Hitler
- Hook me up Eek
- I like them All
- Informant
- Isn't Life a Trip
- Juicy Juicy Weedy Weedy
- Khaki Suit Featuring Damian Marley & Bounty Killer
- Let the Children Play
- Lion Sleeps Tonight
- Lonesome Journey
- Long time Ago
- Macho Man
- Modellin Queen
- My Father's Land
- Neutron Bomb
- Oh Me, Oh My
- Once a Virgin
- Operation Eradication
- Peeni Walli
- Posse
- Pretty So
- Prop 215 (I Love Weed)
- Politics
- Queen Elizabeth
- Rub A Dub Style
- Rude Boy Jamaican
- Safari
- Schizophrenic
- Sensee Party
- Sensi Party
- Sexy Girl
- Skidip!
- Skull a Seaside
- Struggle
- Talking About The Business
- Terrorists in the City
- There's a girl in my life
- Uptown Dread
- Virgin Girl
- Wa-Do-Dem
- What me ago do
- Wild Like a Tiger
- You na Love Reggae Music
- Zum Galli